# マルコ (声優)
マルコは、日本の女性声優。主にアダルトゲームに声をあてている。

## 出演作品

### アダルトゲーム
2002年
- 悪戯4 〜俺たちの戦闘車輌〜（安藤マリ子）
- うそ×モテ 〜うそんこモテモテーション〜 （越知望）

2003年
- 凌辱痴漢バス（真鍋ちはる）
- After...（我孫子慶生）
  - After... -Sweet Kiss-（我孫子慶生）
- 姉、ちゃんとしようよっ!（柊巴）
- オイラは番台 〜平作&健太の夢物語〜（時雨藍子）

2004年
- 姉、ちゃんとしようよっ!2（柊巴）

2006年
- みにきす 〜つよきすファンディスク〜（姉しよVSつよきす）（柊巴）

2009年
- 真剣で私に恋しなさい!（忍足あずみ）

2012年
- 真剣で私に恋しなさい!S（忍足あずみ）[1]

2013年
- 真剣で私に恋しなさい!A-1（忍足あずみ）
- 真剣で私に恋しなさい!A-2（忍足あずみ）

2014年
- 真剣で私に恋しなさい!A-3、A-4（忍足あずみ）

2016年
- 真剣で私に恋しなさい!A-5（忍足あずみ）

### 一般向ゲーム
2004年
- After... 〜忘れえぬ絆〜（我孫子慶生）

### アダルトアニメ
2005年
- 姉、ちゃんとしようよっ! （柊巴）

2007年
- After... THE ANIMATION（我孫子慶生）

### ドラマCD
2005年
- 姉、ちゃんとしようよっ!2（柊巴）

## 音楽CD
| 発売日  | タイトル                            | 名義                                                       | 楽曲                          | タイアップ                                                   |
| 2013年  | 2013年                              | 2013年                                                     | 2013年                        | 2013年                                                       |
| ------- | ----------------------------------- | ---------------------------------------------------------- | ----------------------------- | ------------------------------------------------------------ |
| 4月26日 | 真剣で私に恋しなさい!A-1 ボーカルCD | 武蔵坊弁慶（本山美奈）、黛沙也佳（木村あやか）、忍足あずみ | 「恋のAは真剣勝負」           | PCゲーム『真剣で私に恋しなさい!A-1』OPテーマ                 |
| 4月26日 | 真剣で私に恋しなさい!A-1 ボーカルCD | 忍足あずみ                                                 | 「恋のAは真剣勝負 あずみver」 | PCゲーム『真剣で私に恋しなさい!A-1』忍足あずみルートEDテーマ |